# Luis Rivas Palma
Luis Arcadio Rivas Palma, fue un político chileno, afiliado al Partido Nacional. Fue alcalde electo de Yumbel, gobernador de los departamentos de Yumbel y Bulnes, en los años 60; y durante la Dictadura Militar, fue alcalde designado de Cabrero.

## Biografía
Hacendado y ganadero, trabajó en los años 30 junto al empresario hispano Florencio Arrivillaga, dueño del fundo Monte del Águila,quién tuvo en su hacienda extensas plantaciones de manzanos y pinos, y que se dedicó a la explotación de la ganadería porcina.Parte del extenso terreno fue administrado por Rivas Palma, el cual fue denominado "El Manzanal".Posteriormente, varios de estos terrenos serían adquiridos por su familia, luego de la partida de Arrivillaga a Santiago, en los años 50.

### Carrera política
Fue electo alcalde de Yumbel en 1967, siendo posiblemente el primer alcalde de esa comuna originario del poblado de Monte Águila, y se le adjudica la elección y compra del actual terreno ocupado por el cuartel de bomberos de dicha localidad, de la actual Tercera Compañía de Bomberos de Cabrero (en la época, pertenecia a la comuna de Yumbel). Pero Rivas Palma sería elegido posteriormente por el presidente Eduardo Frei Montalva como gobernador, siendo opositor político, primero del departamento de Yumbel, y posteriormente del de Bulnes.
Bajo este cargo, protagonizaría un escándalo, cuando en 1968, la Comisión de Constitución, Legislación, Justicia y Reglamento del Senado, solicitó su desafuero, al existir una denuncia en su contra, por apropiación de terrenos urbanos en el poblado de Monte Águila.
Años más tarde, posterior el Golpe de Estado, y derrocamiento de Salvador Allende en 1973, dirigido por el General Augusto Pinochet, Rivas Palma se volvería cercano al gobierno dictatorial de la Junta Militar, siendo designado como alcalde de la comuna de Cabrero, en la Región del Biobío, desde 1981 hasta 1984, sucediendo al político de origen alemán Bernardo Timmermann.